# اوبورونپروم
اوبورونپروم (روسی: ОПК Оборонпром) شرکت صنایع دفاعی و هوافضایی روسی است، که در سال ۲۰۰۲ تأسیس شد.